# Gogoșari
Gogoșari is een Roemeense gemeente in het district Giurgiu.
Gogoșari telt 2008 inwoners.